# Прикарпатье (футбольный клуб, 2004)
Футбольно-спортивний клуб «Прикарпатье» (укр. Футбольно-спортивний клуб «Прикарпаття») — украинский футбольный клуб из Ивано-Франковска. Выступал в Первой лиге Украины. 6 июня 2012 года потерял статус профессионального клуба.

## История
В сезоне 2007/08 команда выступала в Первой лиге Украины и заняла 17-е место. Команда должна была опустится во Вторую лигу, но из-за отказа от участия «Николаева», «Прикарпатье» остался в Первой лиге. 6 июня 2012 года потерял статус профессионального клуба и был расформирован.

## Прежние названия
- «Факел» (2004—2007)
- «Прикарпатье» (2007—2012)

## Выступления в чемпионатах (вторая лига)
| Сезон   | И  | В  | Н | П | М     | О  | Место |
| ------- | -- | -- | - | - | ----- | -- | ----- |
| 2004/05 | 28 | 15 | 4 | 9 | 38−35 | 49 | 4     |
| 2005/06 | 28 | 19 | 5 | 4 | 56−24 | 62 | 2     |
| 2006/07 | 28 | 18 | 5 | 5 | 39−18 | 59 | 2     |